# Świężyce
Świężyce – wieś sołecka w Polsce położona w województwie świętokrzyskim, w powiecie sandomierskim, w gminie Koprzywnica. 
W administracji kościelnej rzymskokatolickiej wieś położona w archidiecezji lubelskiej, w diecezji sandomierskiej, w dekanacie koprzywnickim, w parafii pw. św. Floriana. Do 31 grudnia 2016 pod nazwą Świężyca.
W 1998 r. Świężyca miała 183 mieszkańców i 82 gospodarstw o łącznej powierzchni 213,48 ha.

## Historia
Wieś Świężyca w źródłach historycznych nosi nazwę: Suencicy, Suensichi, Swianczice, Swiezica, Swiezyca, Swinzicz, Swinzicze, Szwinzicza, Zvinsici i Zwinczicze.
Pierwsza źródłowa wzmianka o tej wsi pochodzi z roku 1166. Do 1167 r. Świężyca, podobnie jak pobliskie Skotniki i Radowąż były własnością monarszą. W tym roku księżna Maria, żona Bolesława IV Kędzierzawego wymieniła ją z Kapitułą Katedralną w Sandomierzu na inną wieś.
Między 1167 a 1185 r. Świeżyca stała się jednak własnością Bogoriów (podobnie jak sąsiednie Skotniki i Radowąż), ponieważ w 1185 r. lub wkrótce potem Mikołaj Bogoria nadał ją klasztorowi koprzywnickiemu. W dokumentach monarszych i kościelnych z lat 1277, 1279 i 1284 Świężyca występuje nadal jako część uposażenia Opactwa Cystersów w Koprzywnicy.  Jako "Suencycy" wymienił ją legat papieski, biskup firmański Filip w łacińskim dokumencie z lipca 1279 r. wystawionym w Budzie na Węgrzech, który potwierdza opatowi klasztoru Cystersów w Koprzywnicy prawo do pobierania dziesięciny z szeregu polskich wsi w tym między innymi ze Świężycy. 
W połowie XIV wieku tylko część wsi należała do klasztoru, bo źródła odnotowały władztwo pozostałych części w ręku Awdańców i niedział braterski Lasoty ze Skowieszyna (nad Sanem) oraz Michałka (Michała) ze Świężycy. Bracia ci w 1369 r. procesowali się nieskutecznie z klasztorem koprzywnickim o łąkę położoną poza wsią, zwaną Paździerówka. W 1385 r. szlachetna Wichna, dziedziczka połowy wsi, sprzedała ją klasztorowi koprzywnickiemu za cenę 400 grzywien groszy praskich.
W poł. XV wieku w Świeżycy było 13 łanów kmiecych; dziesięcinę snopową wartości 13 grzywien odwożono własnymi wozami do klasztoru w Koprzywnicy. W 1578 r. Świężyca była własnością cystersów koprzywnickich, choć w dzierżawie u szlachetnego Hyacynta Młodziejowskiego; wieś miała 5 łanów, 10 kmieci, 1 komornika i 2 ubogich. W 1787 r. w Świeżycy mieszkało 130 osób, w tym 8 Żydów.
W 1827 r. wieś miała 20 domów i 215 mieszkańców. W 1884 r. w Świężycy było 28 domów i 209 mieszkańców, którzy gospodarowali na 354 morgach ziemi (najwięcej miał włościanin Lasota). W 1929 r. wieś Świężyca miała 39 domów i 236 mieszkańców.
Obecnie części wsi Świężyca noszą nazwy: Majorat i Szeroka. Wśród obiektów fizjograficznych występują nazwy: Kały – łąki, Kępiastka – łąki, Koprzywianka – rzeka, Legnice – łąki, Mostki – pola i łąki, Ogrody – pola, Paździerówki – pola i pastwiska, Podolszynie – łąki, Przymiarki – pola, Wiąz – pola, Wzgórze – pola i łąki, Zasadzie – pola. Na obszarze wsi znajduje się jezioro Głasko (Głoski) o powierzchni 4,5 ha i kilka źródełek zwanych Czyżydła.